# ورزشگاه لوفتوس رود
ورزشگاه لوفتوس رود (انگلیسی: Loftus Road) یک ورزشگاه فوتبال در شهر لندن، انگلستان است.
این ورزشگاه که در سال ۱۹۰۴ تاسیس شده دارای ۱۸٬۴۳۹ نفر ظرفیت است و ورزشگاه خانگی باشگاه فوتبال کویینز پارک رنجرز محسوب میشود.

## نگارخانه

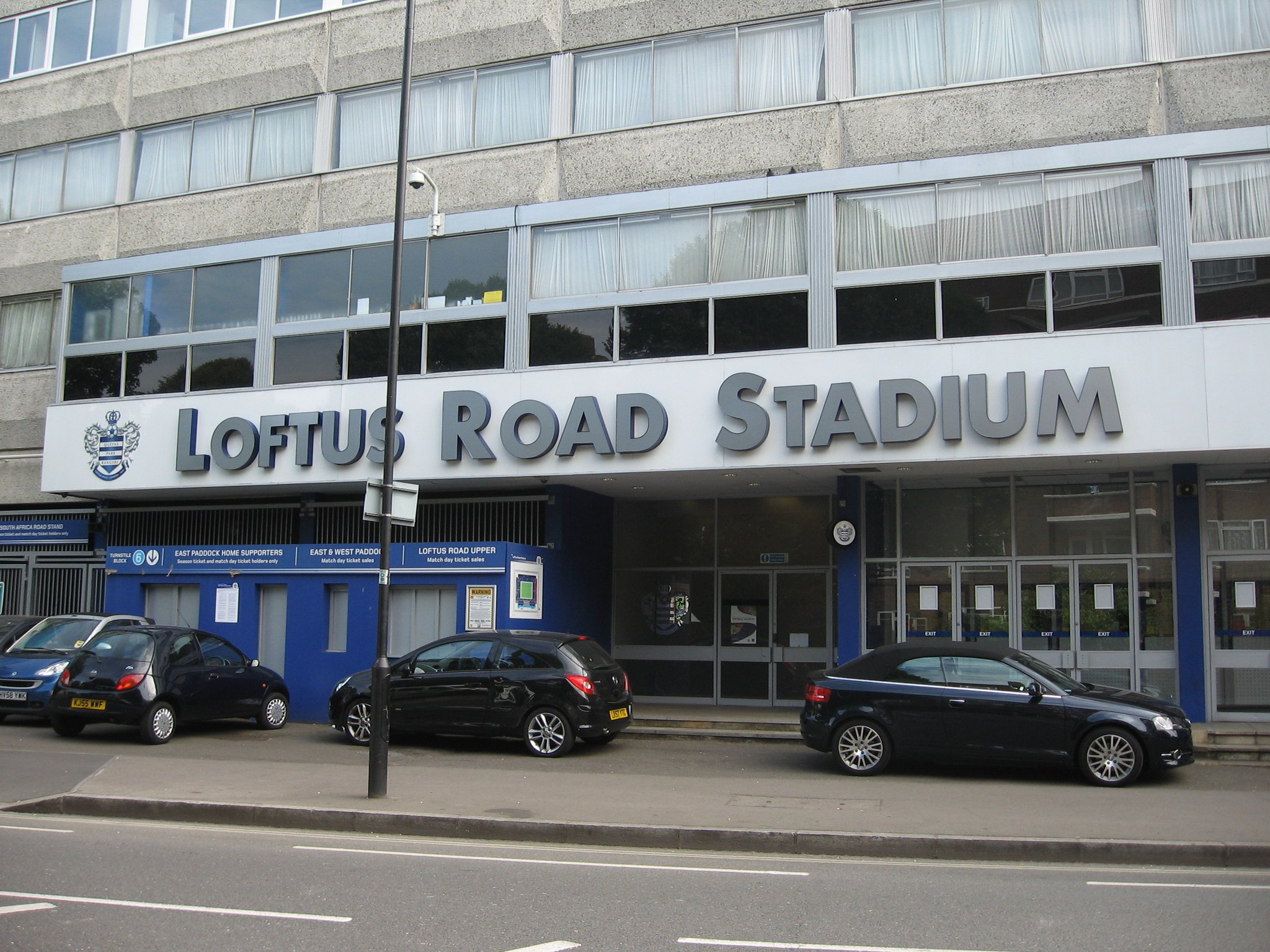
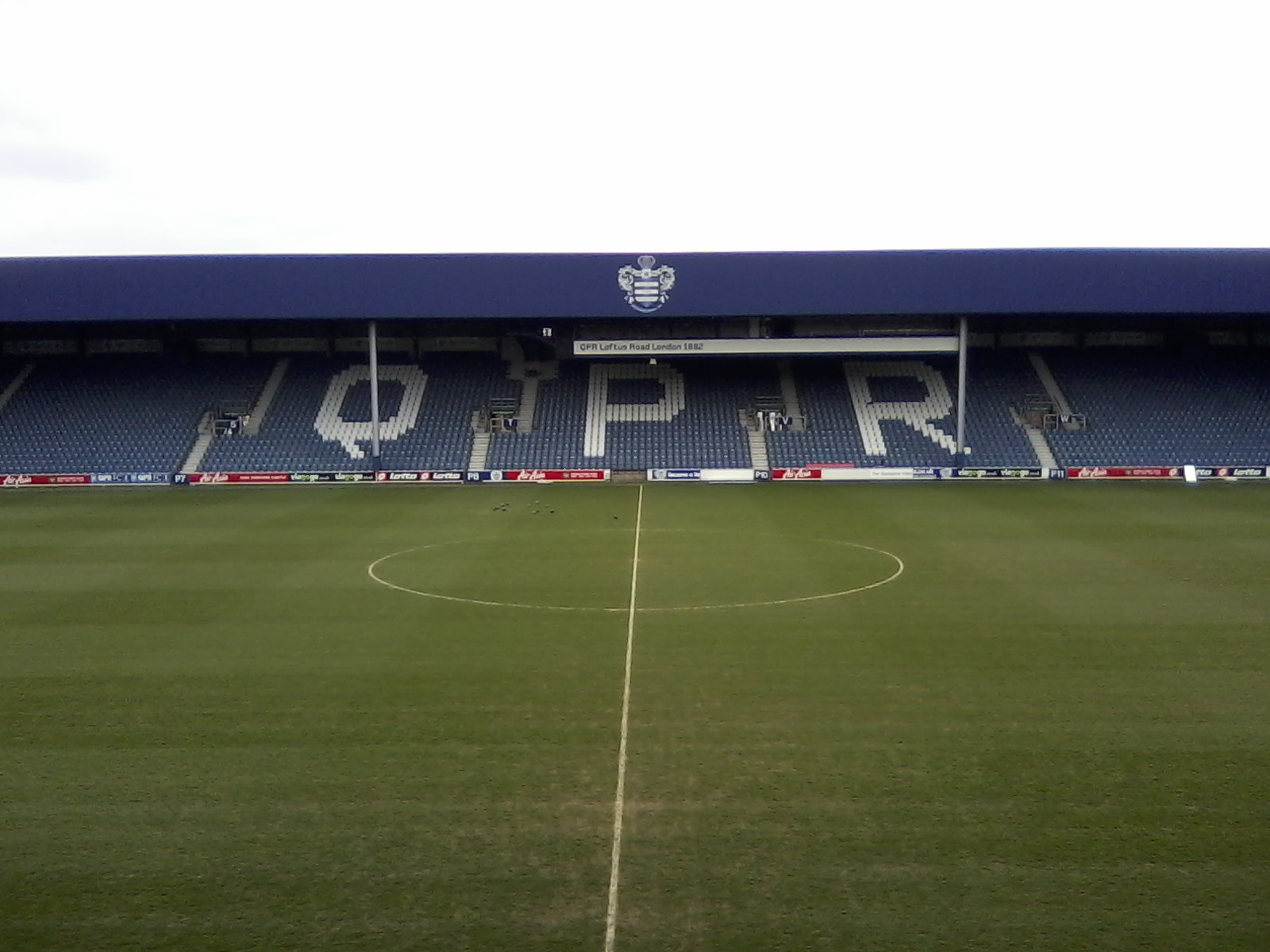
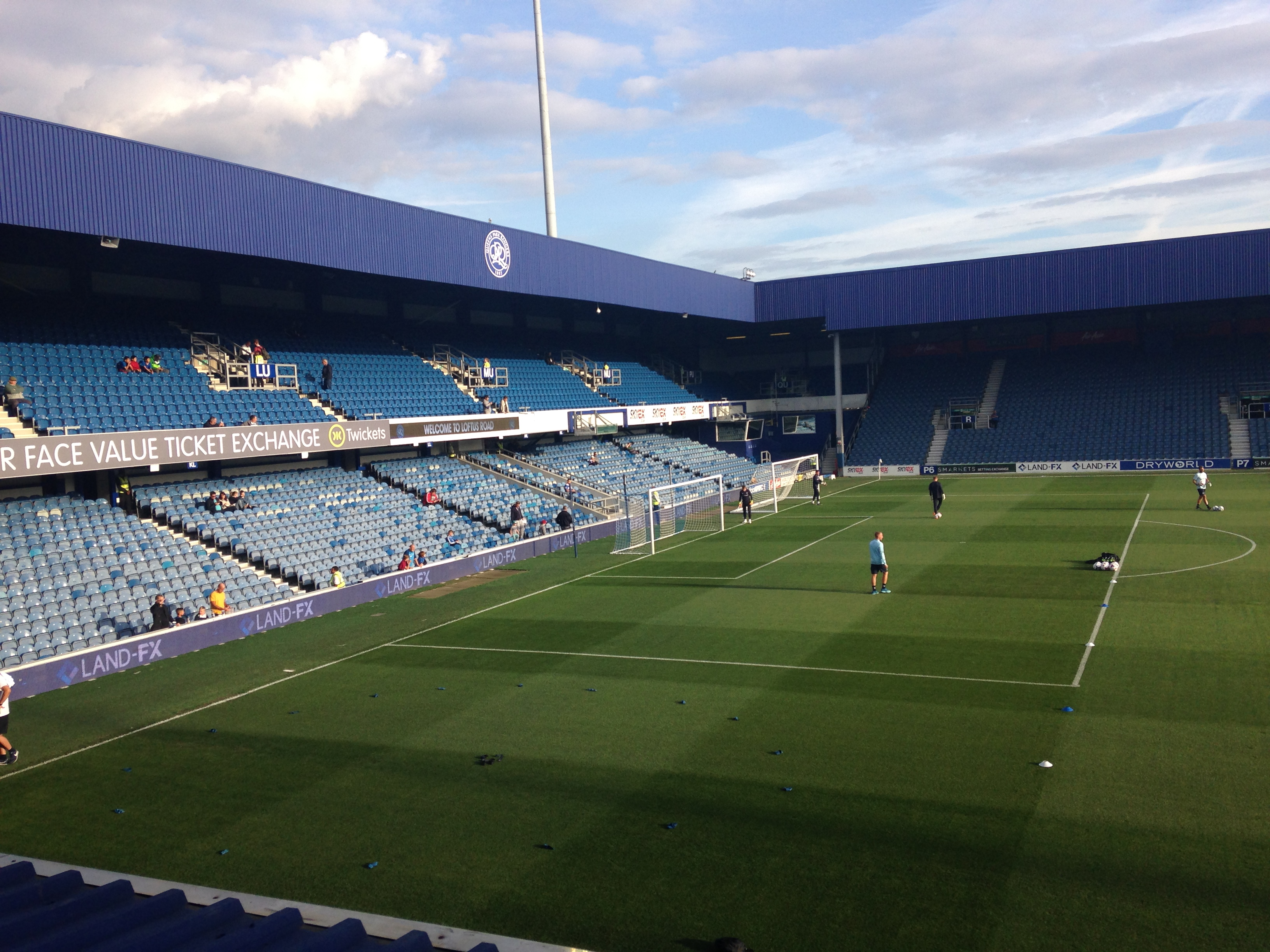
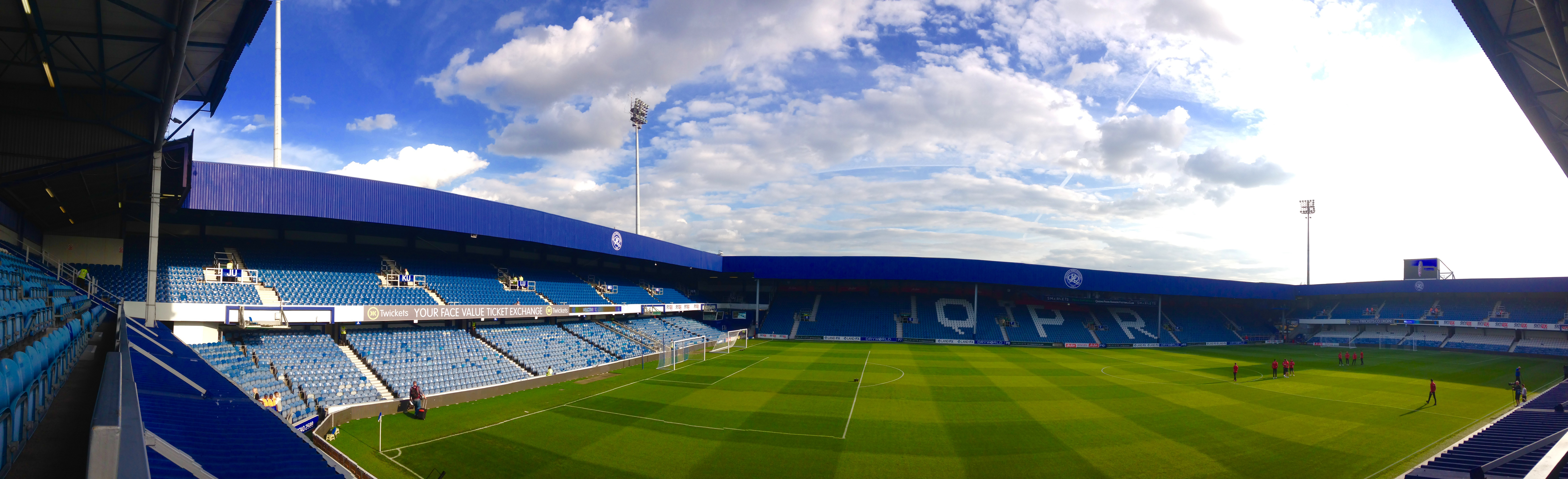